# Marcus Livius Drusus mladší
Marcus Livius Drusus mladší (před 122 př. n. l. – 91 př. n. l.) byl politik a reformátor v období pozdní římské republiky. Proslavil se legislativním programem během svého funkčního období tribuna lidu v roce 91 př. n. l., kdy navrhl rozsáhlé právní reformy, včetně udělení občanství italickým spojencům Říma.
Neúspěch jeho reforem a následná Drusova vražda koncem roku 91 př. n. l. rukou neznámého vraha jsou často považovány za bezprostřední příčinu spojenecké války.

## Mládí
Marcus Livius Drusus se narodil někdy před rokem 122 nebo 124 př. n. l. Byl synem Cornelie, jejíž přesná identita je neznámá, a Marka Livia Drusa, který v roce 122 př. n. l. nastoupil do úřadu tribuna lidu, v roce 112 př. n. l. zastával konzulát a v roce 109 př. n. l. byl zvolen censorem. Ještě v témže roce jeho otec během své censury zemřel.
Kdyby byl Marcus Drusus nejstarším synem, stal by se z něj pater familias rodu Drusů a živitelem svých dvou sourozenců, Mamerka a Livie. Někteří historikové se však domnívají, že Mamercus byl ve skutečnosti nejstarší syn a Marcus o jeden nebo dva roky mladší.
Cicero poznamenal, že Drusus byl zásadový a svědomitý mladík. Když sloužil pravděpodobně v roce 102 př. n. l. jako quaestor v Asii, odmítl na znamení úcty veřejně nosit své oficiální úřední odznaky.
Po smrti svého otce zdědil Drusus značné bohatství, a když asi v roce 94 př. n. l. zastával úřad aedila, pořádal z něho velká gladiátorská představení. Jeho velkorysost byla proslulá již v antice: jednou poznamenal, že utrácel tolik peněz za jiné lidi, že mu „nezbylo nic jiného než bláto a vzduch“. Drusus si také nechal postavit velký nový dům na palatinském pahorku tak, aby všichni jeho spoluobčané mohli vidět vše, co v něm dělal. Tento slavný dům později vlastnili Cicero, Censorinus a Rutilius Sisenna.

## Tribunát
Drusus byl v roce 91 př. n. l. zvolen tribunem lidu. Nepřátelská propaganda jeho protivníků ho později vykreslovala jako demagoga už od počátku jeho tribunátu, ale Cicero a další současníci tvrdili, že se zprvu snažil vládu senátu posílit a měl i jeho podporu. Stál za ním nejváženější senátor (princeps senatus) Marcus Aemilius Scaurus, který byl v roce 109 př. n. l. kolegou Drusova otce v úřadu censora, a Lucius Licinius Crassus, nejlepší řečník té doby.
Jeho reformní program byl sestaven v souladu s postojem velké skupiny předních senátorů. Drusus měl v úmyslu posílit a obnovit autoritu senátu tím, že by do senátorské třídy přijal asi 300 equitů a přesunul poroty stálých soudů zpět pod pravomoc senátorů. To byl zřejmě konečný cíl, ke kterému směřovala veškerá Drusova legislativní činnost. Do svého programu zařadil i návrh agrárního zákona spolu s rozšířením občanství pro italické spojence. Účelem rozšíření občanství mělo být další posílení umírněné politické pozice v římské vládnoucí třídě. Ne všichni jeho senátorští spojenci však s jeho návrhy souhlasili, neboť „zjevně nejzhoubnějším aspektem [Drusova legislativního] programu… by byla nepřijatelná osobní moc, které by dosáhl.“

### Quaestio de repetundis

#### Vývoj equitských soudů
Nejdůležitější problém, který se Drusus a jeho podporovatelé snažili řešit, se týkal složení porot u stálých soudů pro vydírání (latinsky quaestio perpetua de repetundis). V roce 122 př. n. l. ustanovil Gaius Gracchus poroty pro tyto soudy tak, že se namísto senátorů skládaly výhradně z bohatých equitů. Equitům se tím dostalo značné soudní moci (i nad senátory) a proti tomu se zákonitě mnozí senátoři postavili, protože považovali ztrátu svého vlivu na soudech za ponižující.
V roce 106 př. n. l. se konzul Quintus Servilius Caepio pokusil ukončit monopol equitů na obsazování porot a navrhl zákon zavádějící poroty smíšené ze senátorů i equitů. Avšak i přes mocnou řečnickou podporu Lucia Crassa byl tento lex Servilia iudicaria po pouhých dvou letech nahrazen zákonem Gaia Servilia Glaucii, který přenesl řízení porot zpět pod pravomoc equitů.
Postupem času se ukázalo, že porotci z řad equitů se zdráhali vynášet rozsudky o vině – z mnoha stíhání z politických důvodů v letech 99–92 př. n. l. nebyl před jejich soudy odsouzen ani jediný obžalovaný. V senátu to vvyvolalo velkou nespokojenost, protože byl ochromen jeden z hlavních způsobů politického boje. Stále větší počet významných senátorů dospěl k názoru, že monopol equitů musí být ukončen.
Jejich nelibost byla ještě zesílena stíháním a odsouzením do vyhnanství všeobecně váženého konzulára Publia Rutilia Rufa asi v roce 92 př. n. l. Rufus sloužil jako legát Quinta Mucia Scaevoly během jeho správcování v Asii. Oba muži se neohroženě postavili proti hrabivosti publikánů (kteří se rekrutovali výhradně z řad equitů) operujících v provincii; získali tím sice velkou chválu provinciálů i senátu, ale zároveň i nesmiřitelné nepřátelství equitů. Poté, co se Rufus vrátil do Říma, ho ze msty pohnali před jeden ze svých soudů. Přestože se Rufus žalovaných činů pravděpodobně nedopustil, porota ho shledala vinným a byl odsouzen do vyhnanství do Smyrny. Nespravedlnost tohoto soudního procesu byla umocněna Rufovým klidným až stoickým smířením se svým osudem a jeho případ se na dlouho stal synonymem pro zaujaté rozsudky.
Vzhledem k tomu, že Rufus byl jedním z Drusových strýců, jeho skandální exil pravděpodobně poskytl bezprostřední podnět k Drusovým reformám.

#### Drusova reforma
Přesná podoba Drusova řešení tohoto problému je nejasná. Appiános napsal, že Drusus navrhl začlenit do senátu 300 nových equitů, a že by budoucí porotci u soudů byli vybíráni z této rozšířené skupiny senátorů. Livius však uvedl, že Drusus ustanovil soudní poroty zahrnující senátory a equity i bez rozšíření senátu. Protože je však Appiános v tomto období notoricky nespolehlivý, někteří historikové se domnívají, že omylem spojil Drusův návrh se skutečným rozšířením senátu, ke kterému došlo o deset let později za Sullova režimu.

### Doplňující zákony
Aby získal pro svůj zákon o porotních soudech pro vydírání i lidovou podporu, předložil Drusus řadu dodatečných zákonů. Podporu plebejů si hodlal zajistit schválením pozemkového zákona, který podle všeho navrhoval přerozdělení veřejné půdy (ager publicus) chudině a také vytvoření nových kolonií v Itálii a na Sicílii. Poté si vyhradil místo v radě deseti dohlížitelů pověřených prováděním přerozdělování těchto pozemků. A další podporu si pojistil zákonem snižujícím cenu obilí.
Kromě těchto populistických zákonů nechal schválit zákon, podle kterého by equité mohli být stíháni za úplatkářství. Možná také záměrně znehodnotil ražbu mincí tím, že do stříbra nechával přidávat jednu osminu bronzu, snad aby pomohl zaplatit náklady na pozemkové přerozdělování.  Všechny tyto zákony byly pravděpodobně schváleny v prvních měsících roku 91 př. n. l.

## Opozice vůči Drusově legislativě

### Senátorská opozice
Navzdory podpoře významných příznivců se Drusova legislativa setkala v senátu se silnou opozici včetně konzula Lucia Marcia Philippa. Mezi Drusovy odpůrce se také zařadil i praetor Quintus Servilius Caepio, jeho bývalý švagr. V den hlasování se Philippus pokusil zasedání odložit a odradilo ho jen to, když ho jeden z Drusových příznivců přiškrtil do té míry, až začal krvácet. Když Caepio i nadále odporoval schválení zákona, Drusus mu pohrozil, že ho nechá svrhnout z Tarpejské skály, což byl tehdy již archaický trest pro magistráty, kteří spáchali protistátní čin. Nakonec Drusus nechal schválit svou legislativu spojením všech různých zákonů do jednoho návrhu, což byla praxe, která byla sedm let předtím podle stanovení zákona lex Caecilia Didia zakázána.
V září 91 př. n. l. se dynamika událostí obrátila proti Drusovi a jeho podporovatelům. Senátoři v římské republice byli vždy velice ostražití vůči jakémukoliv jednotlivci, který získal mimořádnou osobní moc; s tím, jak Drusus získával popularitu u lidu, mizela jeho podpora v senátu, který se nakonec obával, že by se mohl Drusus stát nebezpečně vlivným podobě jako před ním bratři Gracchové nebo Lucius Appuleius Saturninus.
Konzul Philippus vyzval ke zrušení Drusových zákonů a 13. září došlo v senátu mezi Philippem a Luciem Crassem k ostré výměně názorů. Philippus tvrdil, že již nemůže dále spolupracovat se současným senátem, na což Crassus odpověděl zpochybněním Philippovy autority konzula a poznamenal: „Mám tě považovat za konzula, když si nemyslíš, že já jsem senátor?“ To však byla podle Cicerona Crassova „labutí píseň“, protože o týden později náhle zemřel.

### Návrh občanství pro Italiky a zrušení Drusových zákonů
Crassovou smrtí přišel Drusus o jednoho ze svých nejvlivnějších podporovatelů. Koncem roku 91 př. n. l. tedy své úsilí obrátil k získání podpory od italických spojenců. Drusus měl mezi Italiky úzké kontakty zřejmě již dříve, protože v jeho domě býval pravidelným hostem významný aristokrat z kmene Marsů Quintus Poppaedius Silo, který se později vyznamenal jako jeden z hlavních velitelů italických vojsk během spojenecké války.
Drusův návrh udělení občanství Italikům však vyvolal ještě větší odpor, protože mnoho senátorů se obávalo osobní moci, kterou by Drusus získal hromadným udělováním s tím spojeného volebního práva. Veřejně kolovaly zvěsti, že Italikové složili posvátnou přísahu, která je zavazovala věrností samotnému Drusovi. Její znění se dochovalo u Diodóra:
Přísahám při Jupiterovi Kapitolskému, při římské Vestě, při Martovi, jejímu božskému předku, při Solu, zakladateli lidstva a při Telluře, patronce zvěře i rostlin, stejně tak při polobozích, kteří založili Řím, a při hrdinech, kteří přispěli ke zvětšení jeho impéria, že Drusova přítele a nepřítele budu považovat za svého přítele a nepřítele, a že nebudu šetřit ani majetku, ani životů svých dětí nebo rodičů, pokud to bude ve prospěch Drusa i těch, kteří přísahali tak jako já. Pokud se stanu občanem podle Drusova zákona, budu považovat Řím za svou vlast a Drusa za svého největšího dobrodince.
Diodóros, Bibliothéké historiké, 37.11
Někdy v této době Drusus zřejmě utrpěl menší kolaps nebo epileptický záchvat, což vyvolalo záplavu zpráv z italických měst s vyjádřením podpory.
Někteří Italikové, když v Římě poznali rostoucí opozici proti návrhu zákona, začali být stále více pobouření. Diodóros napsal, že Quintus Poppaedius Silo vedl v protestním pochodu na Řím 10 000 spojenců a Florus poznamenal, že Drusova veřejná setkání přilákala tak obrovské davy, že to vypadalo, jako by se celý Řím ocitl v obležení. Nakonec Italikové zosnovali spiknutí s cílem zavraždit oba konzuly na hoře Albanus. Jejich plán byl však zmařen, když se o něm dozvědel Drusus a sám varoval Philippa. Italikové současně zahájili tajné přípravy na ozbrojený konflikt, vzájemně si vyměnili rukojmí a začali shromažďovat zbraně.
V napjaté atmosféře politických sporů, domnělých úkladných atentátů a nespokojenosti Italiků se Philippovi nakonec podařilo přesvědčit senát, aby veškerou Drusovu legislativu zrušil. Odůvodnění bylo dvojí: zákony byly přijaty v rozporu s posvátnými nepříznivými znameními, což znamená, že byly v rozporu s vůlí bohů, a že porušovaly lex Caecilia Didia z roku 98 př. n. l.

### Atentát
Drusus usnesení senátu veřejně odsoudil, nepokusil se ale využít svého veta, aby se proti němu postavil. Zároveň byl obžalován za svou údajnou účast na spiknutí na hoře Albanus a zřejmě na vešekerý odpor rezignoval.
Někdy kolem konce září či v říjnu 91 př. n. l. byl zavražděn. Podle některých starověkých zdrojů se vražda odehrála uvnitř atria Drusova vlastního domu, jiné uvedly, že byl probodnut, když se vracel z Fóra. Za původce atentátu byli obviňováni Philippus s Caepionem či Quintus Varius Hybrida, tribun lidu z roku 90 př. n. l., který později vytvořil zvláštní soud pro stíhání Drusových příznivců.

## Dozvuky a hodnocení
Téměř okamžitě po jeho zavraždění vypukla spojenecká válka (91–87 př. n. l.), proto mnoho Římanů obviňovalo Drusa z jejího podnícení:
Protože však potom nemohlo být spojencům splněno slíbené udělení římského občanství, rozhořčení Italikové počali usilovat o odpadnutí. Vykládá se o jejich spikleneckých schůzích i o řečech jejich předáků na sněmech.Proto se Livius Drusus stal nenáviděným i v senátu – jako podněcovatel spojenecké války – a byl doma zabit, nejisto kým.
Titus Livius, Dějiny, Periocha 71
Po Drusově zavraždění byl zákonem lex Varia de maiestate zřízen zvláštní soud, který měl stíhat občany, kteří byli stejně jako Drusus podezřelí z nabádání Italiků ke vzpouře. Drusův přítel Gaius Aurelius Cotta raději předešel odsouzení dobrovolným odchodem do exilu, obviněn byl i Drusův mentor, princeps senatus  Marcus Scaurus.
Z dlouhodobého hlediska považovaly pozdější generace římských historiků Drusův tribunát za kritický milník v období krize římské republiky. Appiános, Livius a Florus zařadili Drusovo seditio (rozkol) do zřetelného sledu podobných politických sporů. Z jejich pohledu následoval příklady bratrů Gracchů a Appuleia Saturnina a sám byl následován rozbroji za dob Gaia Maria a Publia Sulpicia Rufa. Původní Drusovo postavení na pozici zastánce senátu tak bylo těmito autory zapomenuto a místo toho zdůrazňovali turbulence jeho tribunátu a jeho roli v předvečer spojenecké války.
Ačkoli připouští, že jeho sliby Italikům v roce 91 př. n. l. přímo iniciovaly vypuknutí války, mnozí moderní historikové jsou k Drusovi shovívavější. Theodor Mommsen ho považoval za skutečného reformátora a pokrokáře, který se pokoušel vyřešit některé z nejnaléhavějších problémů své doby ve věku, kdy by jen málokdo byl ochotný udělat totéž. Podle názoru italského historika Emilia Gabby „se zdá, že Drusovo komplexní schéma bylo řízeno přesným a bystrým uvědoměním si historické situace, působících politických sil a potřeb a zájmů, které tyto síly reprezentovaly a zprostředkovaly. Odhaluje politickou schopnost, která odpovídala schopnosti Gaia Graccha.“

## Rodina
Drusus měl několik významných potomků. Prostřednictvím svého adoptivního syna Marka Livia Drusa Claudiana se stal předkem julsko-claudijské dynastie a přes dvě manželství své sestry Livie Drusy byl strýcem Catona mladšího a prastrýcem Caesarova vraha Marka Iunia Bruta. Jeho bratr Mamercus Aemilius Lepidus Livianus (který byl adoptován do rodiny Aemiliů Lepidů) se stal v roce 77 př. n. l. konzulem.
Někdy kolem roku 100 př. n. l. se Drusus oženil se Servilií, sestrou svého přítele Quinta Servilia Caepiona. Pravděpodobně se někdy kolem roku 97 př. n. l. rozvedli, aniž by spolu měli nějaké děti, a Drusus se zřejmě až do své smrti v roce 91 př. n. l. už znovu neoženil. V období pozdní římské republiky se však vyskytuje jistá Livia, o které se spekuluje, že by mohla být Drusovou dcerou.

### Císařští potomci
Drusus adoptoval Marka Livia Drusa Claudiana narozeného jako Appius Claudius Pulcher. Tento adoptivní syn se oženil s Alfidií, se kterou měl dceru Livii. Tato slavná Livia se později stala císařovnou, manželkou císaře Augusta a matkou druhého císaře Tiberia. Adopcí svého syna se tedy Marcus Livius Drusus a jeho rodina stali předky císařské julsko-claudijské dynastie.

### Neteře a synovci
Drusus měl sestru Livii, kterou si vzal za manželku jeho přítel Quintus Serviliius Caepio. Livia a Caepio měli tři děti: Servilii, která se údajně stala milenkou Julia Caesara a matkou Marka Junia Bruta, Caesarova vraha; další Servilii, která se provdala za vojevůdce Luculla, a syna Gnaea Servilia Caepiona (jeho nevlastním bratrem byl Cato mladší).
Drusus a Caepio se však údajně pohádali kvůli prodeji prstenu v dražbě a následně se z nich stali osobní nepřátelé. V důsledku toho se Drusus rozvedl se Servilií a Caepio s Livií.
Drusus zřejmě nechal svou sestru téměř bezprostředně znovu provdat, buď v roce 97 nebo 96 př. n. l., tentokrát za Marka Porcia Catona, vnuka Catona staršího. Livia a Cato měli syna Marka Porcia Catona zvaného po jeho smrti Utický, který se později stal slavným protivníkem Julia Caesara; dále měli dceru Porcii, která se vdala za Lucia Domitia Ahenobarba. Zdá se však, že Livia i Cato zemřeli už někdy v první polovině 90. let př. n. l., což znamená, že Servilia, Cato a Porcia byli vychováni v Drusově domě do jeho vlastní smrtí v roce 91 př. n. l.